# 114-я стрелковая дивизия
114-я стрелковая Свирская Краснознамённая дивизия — войсковое соединение Вооружённых Сил СССР во Второй мировой войне.

## История
Сформирована приказом командующего войсками Забайкальского ВО от 04.07.1939 из приписного состава Иркутской области в связи с конфликтом на р. Халхин-Гол и направлена в резерв 1-й армейской группы (в состав действующей армии формально входила 24.07-16.09.1939, однако непосредственно в боевых действиях не участвовала). После завершения конфликта дивизия продолжала дислоцироваться на территории Забайкальского ВО.
На 22.06.1941 соединение непосредственно подчинялось командующему войсками Забайкальского ВО (в июле 1941 передано в 36-ю армию) ЗабВО. Директивой Генштаба № 001804 от 10.09.1941 дивизия направлена в Уральский ВО и первоначально дислоцировано в районе Кирова, директивой ГШ № 002203 от 24.09.1941 — в район Вологды. Директивой ГШ РККА № 2579/оп от 2.10.1941 дивизия была направлена в 7-ю отдельную армию и поступила в действующую армию 5.10.1941. 9.10.1941 114-я сд включена в состав 7-й армии, заняв позиции на великодворском направлении. Здесь 14-27.10.1941 участвовала в сражении против наступающей с севера финской 7-й дивизии. В результате боёв ни одна из сторон не смогла достичь своих целей. Затем до весны 1942 дивизия занимала позиционную оборону на этом направлении. 11-27.4.1942 114-я сд участвовала в неудачной наступательной операции 7-й армии. 7.6.1942 выведена в армейский резерв (район Печеницы), 23.08.1942 вновь направлена на передовую, сменив 21-ю сд на участке Бардовская — пос. Свирь-3 (28 км). Здесь оборонялась до лета 1944.
10.06.1944 в преддверии наступления дивизия сдала свой участок 69-й морской стрелковой бригаде, после чего была выведена в район Шоткуса, включена в состав 4-го стрелкового корпуса, с которым участвовала в Свирско-Петрозаводской наступательной операции 21.06-09.08.1944.
В сентябре 1944 114-я сд вместе с рядом других соединений Карельского фронта передислоцирована на Кольский полуостров и включена в состав 14-й армии. 07-29.10.1944 114-я сд участвовала в Петсамо-Киркенесской наступательной операции.
Первыми перешли границу с Норвегией части именно этой дивизии.
По окончании этой операции дислоцировалась в Норвегии. Расформирована в июне 1946.

## Награды
| Награда (наименование)           | Дата награждения                                               | За что награждена |
| -------------------------------- | -------------------------------------------------------------- | --- |
| Почётное наименование «Свирская» | Приказ Верховного Главнокомандующего № 0174 от 02.07.1944 года | За успешные действия в ходе Свирско-Петрозаводской операции |
| Орден Красного Знамени           | Указ Президиума Верховного Совета СССР от 31.10.1944 года      | За образцовое выполнение боевых заданий командования в боях с немецкими захватчиками, за овладение городом Петсамо (Печенга) и проявленные при этом доблесть и мужество. |

## Подчинение
| Дата            | Фронт (округ)               | Армия       | Корпус (группа)          | Примечания                            |
| --------------- | --------------------------- | ----------- | ------------------------ | ------------------------------------- |
| 22.06.1941 года | Забайкальский военный округ | -           | -                        | отдельное соединение в составе округа |
| 01.07.1941 года | Забайкальский военный округ | -           | -                        | отдельное соединение в составе округа |
| 10.07.1941 года | Забайкальский военный округ | -           | -                        | отдельное соединение в составе округа |
| 01.08.1941 года | Забайкальский военный округ | 36-я армия) | -                        |                                       |
| 01.09.1941 года | Забайкальский военный округ | 36-я армия) | -                        |                                       |
| 01.10.1941 года | -                           | 7-я армия   | Южная оперативная группа |                                       |
| 01.11.1941 года | -                           | 7-я армия   |                          |                                       |
| 01.12.1941 года | -                           | 7-я армия   |                          |                                       |
| 01.01.1942 года | -                           | 7-я армия   |                          |                                       |
| 01.02.1942 года | -                           | 7-я армия   |                          |                                       |
| 01.03.1942 года | -                           | 7-я армия   |                          |                                       |
| 01.04.1942 года | -                           | 7-я армия   |                          |                                       |
| 01.05.1942 года | -                           | 7-я армия   |                          |                                       |
| 01.06.1942 года | -                           | 7-я армия   |                          |                                       |
| 01.07.1942 года | -                           | 7-я армия   | 4-й стрелковый корпус    |                                       |
| 01.08.1942 года | -                           | 7-я армия   |                          |                                       |
| 01.09.1942 года | -                           | 7-я армия   |                          |                                       |
| 01.10.1942 года | -                           | 7-я армия   | 4-й стрелковый корпус    |                                       |
| 01.11.1942 года | -                           | 7-я армия   | 4-й стрелковый корпус    |                                       |
| 01.12.1942 года | -                           | 7-я армия   | 4-й стрелковый корпус    |                                       |
| 01.01.1943 года | -                           | 7-я армия   |                          |                                       |
| 01.02.1943 года | -                           | 7-я армия   |                          |                                       |
| 01.03.1943 года | -                           | 7-я армия   |                          |                                       |
| 01.04.1943 года | -                           | 7-я армия   |                          |                                       |
| 01.05.1943 года | -                           | 7-я армия   |                          |                                       |
| 01.06.1943 года | -                           | 7-я армия   |                          |                                       |
| 01.07.1943 года | -                           | 7-я армия   |                          |                                       |
| 01.08.1943 года | -                           | 7-я армия   |                          |                                       |
| 01.09.1943 года | -                           | 7-я армия   |                          |                                       |
| 01.10.1943 года | -                           | 7-я армия   |                          |                                       |
| 01.11.1943 года | -                           | 7-я армия   |                          |                                       |
| 01.12.1943 года | -                           | 7-я армия   |                          |                                       |
| 01.01.1944 года | -                           | 7-я армия   |                          |                                       |
| 01.02.1944 года | -                           | 7-я армия   | 4-й стрелковый корпус    |                                       |
| 01.03.1944 года | Карельский фронт            | 7-я армия   | 4-й стрелковый корпус    |                                       |
| 01.04.1944 года | Карельский фронт            | 7-я армия   | 4-й стрелковый корпус    |                                       |
| 01.05.1944 года | Карельский фронт            | 7-я армия   | 4-й стрелковый корпус    |                                       |
| 01.06.1944 года | Карельский фронт            | 7-я армия   | 4-й стрелковый корпус    |                                       |
| 01.07.1944 года | Карельский фронт            | 7-я армия   | 4-й стрелковый корпус    |                                       |
| 01.08.1944 года | Карельский фронт            | 7-я армия   | 4-й стрелковый корпус    |                                       |
| 01.09.1944 года | Карельский фронт            | 7-я армия   | 4-й стрелковый корпус    |                                       |
| 01.10.1944 года | Карельский фронт            | 7-я армия   | 4-й стрелковый корпус    |                                       |
| 01.11.1944 года | Карельский фронт            | 7-я армия   | 4-й стрелковый корпус    |                                       |
| 01.12.1944 года | -                           | 14-я армия  | 31-й стрелковый корпус   |                                       |
| 01.12.1944 года | -                           | 14-я армия  | 31-й стрелковый корпус   |                                       |
| 01.01.1945 года | -                           | 14-я армия  | 31-й стрелковый корпус   |                                       |
| 01.02.1945 года | -                           | 14-я армия  | 31-й стрелковый корпус   |                                       |
| 01.03.1945 года | -                           | 14-я армия  | 31-й стрелковый корпус   |                                       |
| 01.04.1945 года | -                           | 14-я армия  | 31-й стрелковый корпус   |                                       |
| 01.05.1945 года | -                           | 14-я армия  | 31-й стрелковый корпус   |                                       |

## Состав
- 363-й стрелковый полк
- 536-й стрелковый полк
- 763-й стрелковый полк
- 405-й (лёгкий) артиллерийский полк
- 480-й гаубичный артиллерийский полк (до 16.01.1942)
- 206-й отдельный истребительно-противотанковый дивизион
- 717-й миномётный дивизион (с 16.01 по 05.06.1942)
- 760-й миномётный дивизион (с 31.10.1941 по 20.10.1942)
- 148-я разведывательная рота
- 294-й сапёрный батальон
- 274-й отдельный батальон связи
- 229-й медико-санитарный батальон
- 229-я отдельная рота химический защиты
- 23-я автотранспортная рота (143-й автотранспортный батальон)
- 55-я полевая хлебопекарня (217-я, 18-я полевая хлебопекарня)
- 33-й дивизионный ветеринарный лазарет (с 16.01.1942)
- 136-я полевая почтовая станция
- 19-я полевая касса Госбанка

## Командиры
- 16.08.1939 — 03.11.1941 Девятов, Сергей Николаевич, полковник
- 04.11.1941 — 15.05.1944 Панфилович, Михаил Игнатьевич, полковник (с 16.10.1943 генерал-майор)
- 16.05.1944 — 25.07.1944 Москалёв, Игнатий Алексеевич, полковник
- 26.07.1944 — 09.05.1945 Кощиенко, Николай Антонович, полковник

## Отличившиеся воины дивизии
- Валентеев, Степан Елисеевич, ефрейтор, стрелок 363-го стрелкового полка.
- Волков, Иван Архипович, старший лейтенант, командир стрелкового батальона 536-го стрелкового полка.
- Екимов, Григорий Андреевич, старший сержант, помощник командира взвода 536-го стрелкового полка.
- Крылов, Фёдор Михайлович, старшина, стрелок 536-го стрелкового полка.
- Левченко, Григорий Семёнович, сержант, командир отделения роты связи 363 стрелкового полка.
- Михайлов, Михаил Антонович, старшина, командир пулемётного взвода 363-го стрелкового полка.
- Паршуткин, Тимофей Иванович, сержант, снайпер 363-го стрелкового полка.
- Петриков, Андрей Гаврилович, младший сержант, заместитель командира отделения 763-го стрелкового полка.
- Соколов, Михаил Васильевич, сержант, командир отделения 363-го стрелкового полка.
- Ударцев, Григорий Андреевич, капитан, старший адъютант 1-го батальона 363-го стрелкового полка.
- Черняев, Виктор Васильевич, старший сержант, командир отделения 363-го стрелкового полка.
- Шумейко, Пётр Иванович, майор, командир 363-го стрелкового полка.